# Ninja Gaiden II: The Dark Sword of Chaos
Ninja Gaiden II: The Dark Sword of Chaos, i Japan känt som Ninja Ryukenden II: Ankoku no Jashinken (忍者龍剣伝 II 暗黒の邪神剣? lit. "Legend of the Ninja Dragon Sword II: The Demonic Sword of Darkness") och som Shadow Warriors II: The Dark Sword of Chaos i Europa (alternativt Shadow Warriors II: Ninja Gaiden II), är ett sidoscrollande plattformsactionspel utvecklat och utgivet av Tecmo till Nintendo Entertainment System (NES). Spelet är det nadra i Ninja Gaiden-trilogin till NES, och släpptes i Japan den 6 april 1990, i Nordamerika i maj 1990 samt i Europa den 27 oktober 1994. Spelet släpptes senare till Commodore Amiga och DOS-baserade PC-datorer av Gamtek 1991. Det släpptes också till Virtual Console i Nordamerika den 15 oktober 2007, samt till Wii och Nintendo 3DS den 22 augusti 2013.
Spelet skildrar Ryus kamp mot Ashatar.

### Fotnoter
1. 1 2 3  ”Shadow Warriors 2”. NES DB. 15 mars 1991. Arkiverad från originalet den 11 mars 2015. https://web.archive.org/web/20150311182623/http://www.nesdb.se/game_more.php?id=1588&rid=1. Läst 23 april 2014.
2. ↑  ”Ninja Gaiden II: The Dark Sword of Chaos Release Information for NES”. GameFAQs. Arkiverad från originalet den 26 maj 2013. https://web.archive.org/web/20130526095444/http://www.gamefaqs.com/nes/587489-ninja-gaiden-ii-the-dark-sword-of-chaos/data. Läst 23 april 2014.
3. ↑  ”Ninja Gaiden II: The Dark Sword of Chaos Release Information for Amiga”. GameFAQs. Arkiverad från originalet den 11 november 2013. https://web.archive.org/web/20131111211415/http://www.gamefaqs.com/amiga/953381-ninja-gaiden-ii-the-dark-sword-of-chaos/data. Läst 23 april 2014.
4. ↑  ”Ninja Gaiden II: The Dark Sword of Chaos Release Information for PC”. GameFAQs. Arkiverad från originalet den 2 februari 2013. https://web.archive.org/web/20130202225558/http://www.gamefaqs.com/pc/953378-ninja-gaiden-ii-the-dark-sword-of-chaos/data. Läst 23 april 2014.
5. ↑  ”Shadow WQarrior 2” (på svenska). Super Power (Solna: Atlantic) (7 1994). oktober 1994. Läst 23 april 2014.